# La Folle d'Itteville
La Folle d'Itteville est une nouvelle policière de Georges Simenon, rédigée en mai 1931 à Morsang-sur-Seine, sur le cotre fécampois l’Ostrogoth, propriété de l’auteur. 
Elle est publiée pour la première fois en août 1931, sous la forme d’un court roman policier illustré de cent quatre photographies noir et blanc de Germaine Krull, dans la collection à vocation populaire « Phototexte », éditée par Jacques Haumont. 

## Historique
Le manuscrit original était intitulé Les Deux Cadavres. Cette aventure de l'inspecteur Sancette (dit G.7) se situe dans des lieux proches de l’endroit où Simenon a ancré son bateau et séjourne alors, dans le sud de l’Île-de-France. 
Retitrée La Folle d'Itteville, elle est destinée à inaugurer une collection d’ouvrages à fort tirage (vingt-cinq mille exemplaires) combinant texte et image. Pour le lancement de Phototexte, une fête est organisée par Georges Simenon, Germaine Krull et Jacques Haumont le 4 août 1931 à bord de l’Ostrogoth, suivie toute la journée du 15 août, d’une séance de dédicaces à la terrasse du Bar du Soleil à Deauville.  
Mais la collection ne connaît pas le succès commercial espéré, et La Folle d’Itteville en est le seul titre paru.  
Le deuxième volume, L'Affaire des 7 par Georges Simenon et Germaine Krull, dont la publication prochaine est annoncée sur le dernier plat de la couverture de La Folle d'Itteville ne paraît donc pas comme prévu. (Déjà rédigé, ce texte paraît dans Marianne  en mars-avril 1933, puis en 1938, sous le titre La Nuit des sept minutes, par la Librairie Gallimard, au sein d’un recueil de nouvelles intitulé Les Sept Minutes). 

## Résumé
L’inspecteur G7 est appelé à Itteville. Devant une maison, au bord d’un carrefour, le receveur des postes a découvert une femme agenouillée devant un cadavre, qu'il reconnaît comme celui du docteur Canut. Si quand arrivent les gendarmes la femme est toujours là, ce n’est plus le même cadavre, mais celui d’un inconnu. 
Canut se révèle bien vivant, et c’est dans sa clinique que l’on dépose la dépouille qui, quelques heures plus tard,  a disparu. La jeune femme, elle, vit depuis trois ans dans cette maison isolée. Elle se révèle avoir la mentalité d’une enfant de cinq ans, et être suivie par Canut.
G7 raisonne : seul Canut a pu faire disparaître le cadavre, même s’il prétend disposer d’un alibi pour le soir du crime. Comment a-t-il pu procéder ? En le cachant dans un des épouvantails qui protègent les champs de blé voisins. Pourquoi ? Parce qu’il a une liaison avec la jeune femme. Il lui suffit de ne rien faire pendant une journée pour que Canut soit poussé à la faute et avoue. Il avait été assommé par le frère de la jeune femme, qui le faisait chanter, et elle l’a tué dans un mouvement de panique. Elle n’ira pas en prison, mais à l’asile.

## Éditions
- Édition originale : Jacques Haumont, 1931
- Tout Simenon, tome 18, Omnibus, 2003  (ISBN 978-2-258-06103-3)